# Blodsdans
Blodsdans är Köttgrottornas första studioalbum. De flesta låtarna på skivan spelades på bandets konserter under 80- och 90-talen, men framförs numera sällan. Låten "Züga" även kallad "Jag kan inte suga mig själv" utgör dock ett undantag. Denna bit spelades redan på Köttgrottornas första konsert 1983 och har spelats på de flesta konserter sedan dess. Förutom i arrangemanget på skivan har den spelats i reggae- och bluestappning.
Skivan är inspelad i studio Largen som var belägen i en lada vid sjön Largen, och LP:n är ännu inte utgiven digitalt, även om många av spåren är med på samlings-CD:n Köttrea.
Producenten Sven Gurra Gurrasson är ännu oidentifierad. 
Låtarna är skrivna av Köttgrottorna, utom "Haerlig är jorden" som är en psalm i arrangemang och delvis nyskriven text av Köttgrottorna.
Omslaget är tecknat av Niklas Zetterberg som tidigare hade tecknat omslagen till singlarna Pendeltåg och Människor smakar gott. Skyltdockstorson på omslaget dök upp igen på skivan Hungrig och i reklammaterial och scenfond i samband med den skivan. 

## Låtlista
| Nr  | Titel                  | Längd | Notering                                                                          |
| --- | ---------------------- | ----- | --------------------------------------------------------------------------------- |
| 1.  | Ondska                 | 2.48  |                                                                                   |
| 2.  | Vad jag vill ha        | 4.00  |                                                                                   |
| 3.  | Jag mår bra            | 3.11  | Text: Happy                                                                       |
| 4.  | Frihetens fackla       | 2.57  | Text & musik: Jojje                                                               |
| 5.  | Narkosik               | 3,04  |                                                                                   |
| 6.  | För dom, mot oss       | 2.52  | Text: Mongo, Janne och Happy                                                      |
| 7.  | Dom rika               | 3.04  |                                                                                   |
| 8.  | Haerlig är jorden      | 2.53  | Musik: Trad. Text: Bernhard Severin Ingemann Svensk övers: Cecilia Bååth-Holmberg |
| 9.  | Mitt lik blir statisik | 3.10  |                                                                                   |
| 10. | Hjälp till hjälplöshet | 3.08  |                                                                                   |
| 11. | Vilddjuret             | 4.01  |                                                                                   |
| 12. | Züga                   | 1.44  |                                                                                   |
|     |                        |       |                                                                                   |
|     |                        |       |                                                                                   |
|     |                        |       |                                                                                   |

## Medverkande
- Jan "Janne" Olsson, gitarr och sång
- Hans-Peter "Happy" Törnblom, trummor och tunna
- Jörgen "Jojje" Ohlsson, gitarr och sång
- Stefan "Mongo" Enger, bas och sång